# Italo Gardoni
Pour les articles homonymes, voir Gardoni.
Italo Gardoni (12 mars 1821 — 26 mars 1882) est un tenore di grazia italien d'opéra. Il fait partie des ténors les plus renommés de son époque avec Giovanni Mario, Gaetano Fraschini, Enrico Tamberlick et Antonio Giuglini (en).
Sa voix était exceptionnellement juste et douce pure, dépourvu de toute vibrato perturbateur. Il chantait des passages legato avec une douceur impressionnante mais il pouvait aussi chanter de la musique magnifique avec un talent et une agilité considérable.

## Biographie
Né à Parme, Gardoni étudie avec Antonio De Cesari (1797–1853).
Il fait ses débuts dans le rôle de Roberto Devereux (Donizetti) à Viadana en 1840 puis il poursuit sa carrière les sept années suivantes en France, en Italie et en Allemagne. Il joue à Paris en décembre 1844 le rôle de Bothwell lors de la première parisienne de Marie Stuart (en) de Louis Niedermeyer au Théâtre de l'Académie Royale de Musique avec la soprano Rosine Stoltz ; il chante une nouvelle fois avec elle lors de la première de L'étoile de Séville (en) de Michael Balfe l'année suivante. Gardoni connaissait et travaillait avec Balfe qui a composé certaines pièces pour lui. La limpidité et la clarté de sa voix et ses ravissantes notes hautes étaient grandement admirés à Paris et s'il n'était pas prêt pour des rôles des répertoires d'Adolphe Nourrit et de Gilbert Duprez, le public pensait que Meyerbeer lui aurait convenu, de même que Raoul dans Les Huguenots. Gardoni continuera de chanter à Paris tout au long de sa carrière.

### Angleterre: Her Majesty's Theatre 1847-1852

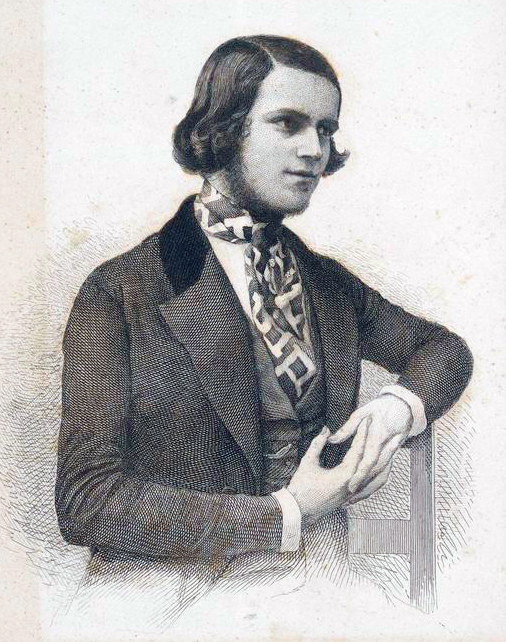
Gardoni jeune homme

Il part en 1847 à Londres où il chante régulièrement jusqu'en 1874. Sollicité par des imprésarios rivaux en France et en Italie, il est transféré de l'Opéra de Paris à l'Her Majesty's Theatre par Benjamin Lumley pour 60 000 francs. Ayant été introduit par le salon Puzzi (en) de Jermyn Street, sa première apparition sur scène à Londres a lieu en février 1847 dans La favorita avec Mme Sanchioli : ses deux principales arias amènent des rappels enthousiastes. Ses talents théâtraux étaient irréprochables si ce n'est qu'il n'avait pas la force de dépeindre des éclats de passion.
Suit La sonnambula avec Mme Castellan et il devient rapidement un grand favori du public. Gardoni prend un rôle mineur dans les débuts londonien de Jenny Lind dans Robert le Diable avec Josef Staudigl (en), Fraschini et Castellan, en présence de la reine Victoria : il est le partenaire de Lind dans La sonnambula (et dans La figlia del reggimento) peu après.
Le 22 juillet 1847 il crée le rôle de ténor dans I masnadieri de Verdi avec Lind, Lablache et Filippo Coletti, les deux premières soirées sous la baguette du compositeur, puis sous la direction de Balfe. Au salon de Henry Greville il est associé avec Mario, Grisi et Pinsuti.
Lors de la saison 1848 il est le premier ténor de Lumley. Il barbiere di Siviglia avec Sophie Cruvelli et Belletti est suivi par la première londonienne d'Attila de Verdi avec Cruvelli, Velletti et Cuzzani. Il chante le rôle de Gennaro dans Lucrezia Borgia de Cruvelli. Sims Reeves, essayant alors de prendre sa place dans la scène dramatique italienne à Londres, s'accorde avec Lumley pour apparaitre dans le rôle moins important de Carlo dans Linda di Chamounix (avec Eugenia Tadolini) avec l’espoir d'interpréter le rôle d'Edgardo dans Lucia di Lammermoor, de Percy dans Anna Bolena et d'Arturo dans I puritani, opéras qui étaient réservés pour le retour sensationnel de Jenny Lind. Mais Gardoni obtient le rôle d'Edgardo et Reeves rompt ses engagements. Quelqu'un cria « Sims Reeves » depuis la galerie alors que Gardoni chantait la première cavatina d'Edgardo la nuit d'ouverture. La situation est probablement apparue avec Lind préférant Gardoni comme partenaire. Gardoni chante alors Roberto pour Lind. Lors de la dernière représentation de Lind à Her Majesty dans Robert le Diable le 10 mai 1849, Gardoni lui laisse sur la scène pour qu'elle reçoive les applaudissements.
Après une saison d'hiver à Saint-Pétersbourg en 1850, il chante avec Parodi et Frezzolini dans une reprise d'I Capuleti e i Montecchi (dans le rôle de Tebaldo), et fait plaisir au public en démettant une fausse annonce de sa mort. En juin 1850 a lieu la première de La tempesta d'Halévy dans laquelle Gardoni joue le rôle de Fernando avec Sontag (Miranda), Carlotta Grisi (Ariel), Colini (Prospero) et Lablache (Caliban) avec Balfe à la direction.
Gardoni et la contralto Marietta Alboni sont les solistes, en présence de la Reine Isabelle II d'Espagne, en 1850 lors de la représentation inaugurale de La favorita au Teatro Real à Madrid.
En 1851 Gardoni rejoue Gennaro dans Lucrezia Borgia. Une première, Le tre nozze, avec Henriette Sontag et Lablache, précède L'enfant prodigue d'Auber avec Sontag, Massol et Coletti. Il est encore avec Cruvelli lors d'une représentation spéciale d'I quattro figli de Balfe. Quand Reeves et Cruvelli chantent Fidelio en 1851, Gardoni conduit les solistes triés sur le volet formant le chœur des prisonniers de la première nuit. Lors des concerts de Lumley, Reeves, Gardoni et Calzolari forment un trio de trois ténors dans Evviva Baccho de Curschmann et prennent part à une version du trio Don't tickle me, I pray de Martini avec Henriette Sontag, Sophie Cruvelli et Jenny Duprez. Il continue à chanter pour Lumley durant ses mois de crise au début 1852, et chante dans Norma avec Cruvelli et Lablache. Mais après la défection de Cruvelli il quitte également la compagnie de Lumley. En 1852 il est avec Reeves, Pauline Viardot-Garcia, Louisa Pyne, Charlotte Sainton-Dolby et Karl Formes (en) dans les premières représentations des oratorios Israel Restored de Dr Bexfield et Jerusalem de Hugh Pearson au Festival de Norwich (en).

### Angleterre 1854-1872
En 1855, quand Michele Costa produit son oratorio Eli lors du Birmingham Festival, avec Viardot, Castellan, Reeves et Formes, Gardoni est dans le public avec Mario et Enrico Tamberlick, et ils vont à la fin de la représentation féliciter Reeves. Gardoni lui-même apparait dans l'opéra de Rossini Il conte Ory avec Constance Nantier-Didiée et Angiolina Bosio, une combinaison « exquise » de voix. En 1857 il participe à la seconde saison du Lyceum. Henry Chorley (en) salue son interprétation de Fra Diavolo d'Aubert, avec Angiolina Bosio, Mlle Marai, Giorgio Ronconi et Pietro Neri-Baraldi, Joseph Tagliafico et Charles Zelger jouant les brigands.
À la fin des années 1850, Gardoni apparait souvent à Covent Garden, par exemple dans le rôle d'Alfredo dans La traviata avec Michael Costa en 1858 et 1859. Après que Meyerbeer a retravaillé son Ein Feldlager in Schlesien pour Paris en L'Étoile du Nord (1854), une version italienne est présentée lors d'une première britannique à Covent Garden. Lors de cette représentation Meyerbeer ajoute la polonaise de l'acte 1 et la romanza Disperso il crin sul mesto sen pour Gardoni dans le rôle de Danilowitz. Gardoni prend aussi le rôle de Corentin lors de la première britannique de Dinorah de Meyerbeer (Le pardon), à Covent Garden, en 1859, lors de laquelle Chorley salue sa « lâcheté paysanne. »
En automne 1864, alors que son rival mentalement instable, le ténor Antonio Giuglini, accepte son poste maudit à Saint-Pétersbourg, Gardoni rejoint la tournée d'automne de Mapleson (en) comme premier ténor (Gardonia été un des professeurs de chant de Mapleson). Charles Santley (en), qui le considérait comme supérieur à Guiglini, le décrit comme
« un excellent chanteur et un acteur bien meilleur que ce les gens normalement considèrent. Il a été un très bon Faust et Sir Huon, bien que la musique de ce dernier ne lui corresponde pas. Dans Mireille il était excellent… sa voix était pure : il était un bel homme, et dans les parties qui lui correspondaient un excellent acteur. (Il) pouvait chanter n'importe quel genre de musique, cantabile ou florides. »
Il chante Faust en 1865 avec Thérèse Tietjens, Zélie Trebelli-Bettini, Junca et Santley. Lors de la saison 1866 à Her Majesty's, il chante Pilade dans une mise en scène magnifique d’Iphigénie en Tauride de Gluck, avec Tietjens (Iphigénie), Santley (Oreste) et Édouard Gassier (Thoas) - les solistes « se surpassent. » Il renouvelle également Corentin (Dinorah), avec Ilma de Murska (en) et Santley (Hoel), à la grande satisfaction de Mapleson. En 1867 il chante Ottavio dans Don Giovanni avec Christine Nilsson, Tietjens, Sinico, Gassier (le Don) et Santley (Leporello).
Gardoni reste avec Mapleson, et dans Robert le Diable en 1872 il joue Rambaldo avec Christine Nilsson (Alice), Pietro Mongini (Roberto), Signor Foli (en) (Bertramo) et de Murska (Isabella).

### France
En mars 1864, Gardoni est soliste lors de la création de la Petite messe solennelle de Rossini, avec Carlotta, Barbara Marchisio et Luigi Agnesi (Louis Agniez).

### Vie privée
Gardoni s'est marié avec la fille du baryton Antonio Tamburini, la soprano Marietta Goja. Il meurt à Paris en 1882.

## Le chanteur
En 1869, Gardoni publie un recueil d'exercices sous le titre :
- 15 Vocalises calculés sur la formation du style moderne et le perfectionnement de l'art du Chant, av. Pfte. (Mainz, Schott) (4 Fl. 12 Xr.)

L'ancienne entrée le concernant dans le Dictionary of Music and Musicians le considère comme un « tenore di grazia » :
« 'Italo Gardoni possède ce qu'on ne peut appeler autrement qu'une voix modérée mais si bien, naturellement et facilement produite qu'il est entendu presque aussi bien dans un théâtre que dans une pièce. Cela est particulièrement notable quand il chante la partition de Florestan dans Fidelio au Covent Garden, après une absence d'une certaine durée de la scène. »